# Lladurs
Lladurs és un municipi de la comarca del Solsonès (el segon més extens de la comarca) i, alhora, una de les 7 entitats de població o pobles que hi ha al municipi.
| Entitat de població | Habitants (2024) |
| Lladurs             | 64               |
| Montpolt            | 32               |
| els Torrents        | 25               |
| Terrassola          | 19               |
| Timoneda            | 17               |
| la Llena            | 17               |
| el Pla dels Roures  | 11               |
| Font: Idescat       |                  |

## Geografia
- Llista de topònims de Lladurs (Orografia: muntanyes, serres, collades, indrets..; hidrografia: rius, fonts...; edificis: cases, masies, esglésies, etc)

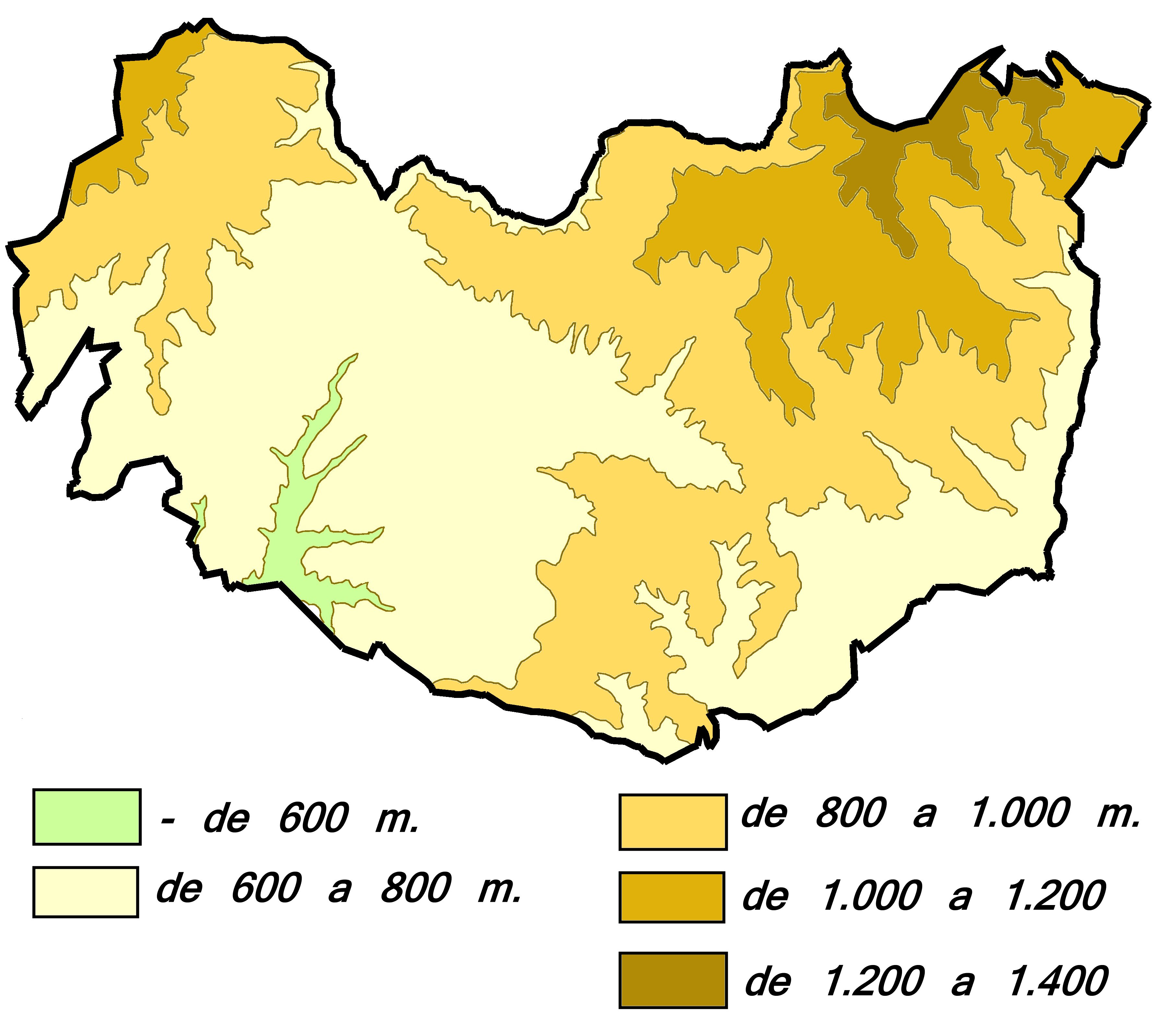
Mapa del relleu de Lladurs.

Tan sols la part baixa de la vall de la Ribera Salada està per sota dels 600 m. d'altitud. Les màximes altituds s'assoleixen a l'extrem nord-oriental del terme, al Serrat de Prat d'Estaques (amb diversos cims per damunt dels 1.300 m.) i a la Ventolada (1.301 m.). Per l'extrem nord-occidental la màxima altitud s'assoleix al Tossal de Carissols (1.217 m.).

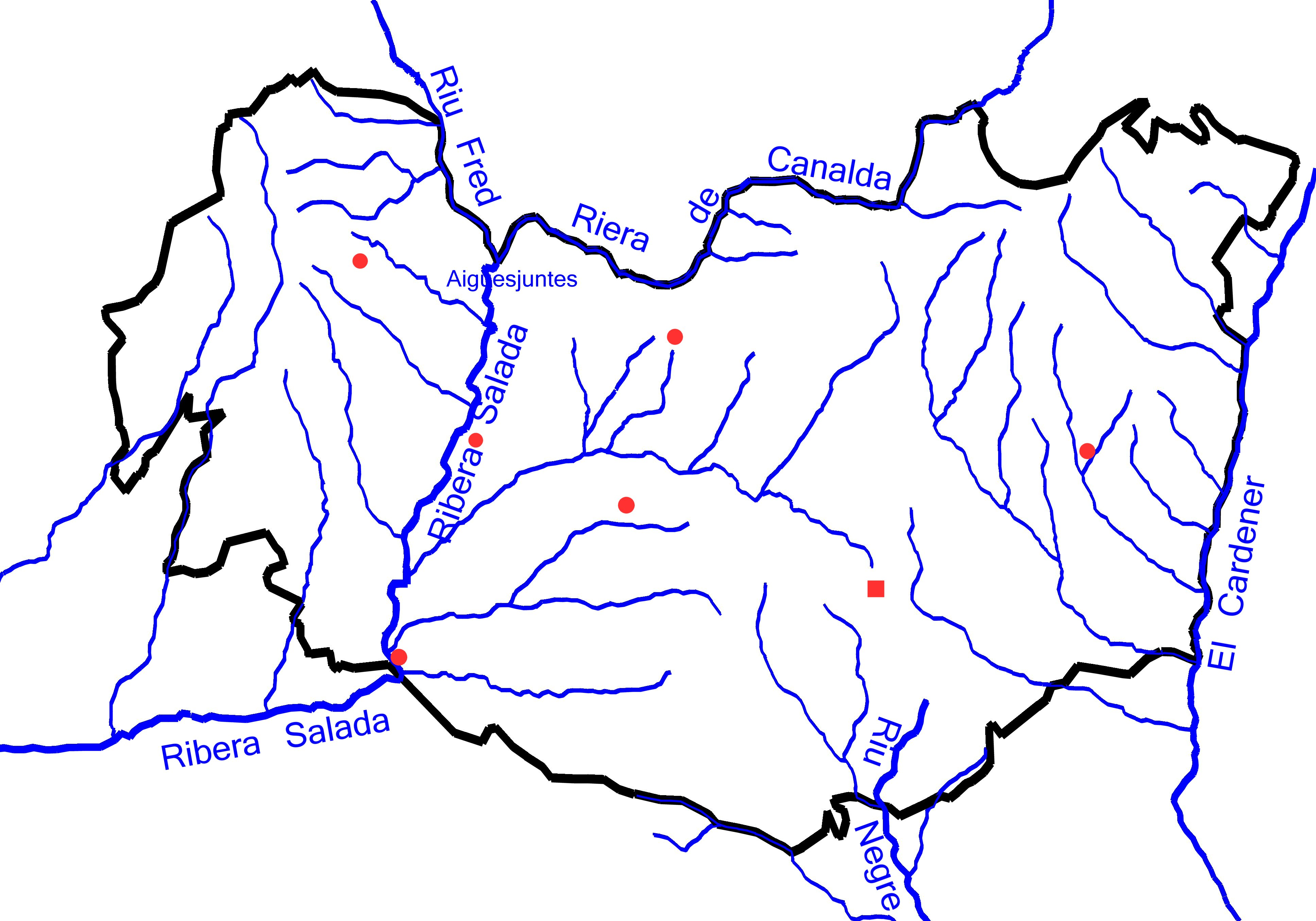
Hidrografia de Lladurs.

La major part del terme municipal està comprès entre el 600 i els 1.000 m. d'altitud i en aquest sector hi ha una certa abundància de plans que alternen la seva presència amb suaus serralades o turons.
El nomenclàtor oficial de toponímia major de Catalunya inclou els següents accidents orogràfics:
SerraladesLa Carena del Soler, el Serrat Alt, la Serra Alta (1.354,3 metres), la Serra de Juncar, la Serra de la Móra, la Serra de Vila-seca, la Serra del Puit, una segona Serra del Puit, el Serrat de Cal Marc, el Serrat de Cal Poca, el Serrat de la Casanova, el Serrat de la Font Vella, el Serrat de l'Alzina, el Serrat de l'Om, el Serrat de Prat d'Estaques, el Serrat de Rotgers i el Serrat del Vent.
CimsEl Cap d'Estaques, el Cogulló, la Creueta, la Roca de Montpol, la Ventolada, el Prat d'Estaques, el Serrat de Carissols, el Serrat de Castellà, el Serrat de Graus, el Serrat de la Creu de la Contrella, el Serrat de la Fusta, el Serrat de la Sentinella, el Serrat de Porredon, el Serrat de Puigpinós, el Serrat del Castell, el Serrat del Marquet, el Serrat del Moro, el Serrat del Rector, el Serrat dels Rovellons, el Tossal de la Guàrdia i el Turó de Sant Gili.
ColladesEl Coll de Llop, el Coll de Marina, el Coll del Quer, la Collada de Clarà, la Collada de Pedreguers i el Collet dels Lladres.
PlansEl Planàs, el Pla de Riard i el Pla Gran
Altres orònimsEl Bosc de Cinca, el Bosc de la Caseta, el Bosc de la Caseta de Solans, el Bosc de Riard, el Bosc de Roquerot, el Bosc de Solanelles, la Costa de Borrells, el Cap del Pla, la Costa Solana, la Cova del Pouet (?), la Devesa d'Aubets, la Devesa Vella, la Teuleria i l'Obaga de la Salada
La major part del terme municipal forma part de la conca de la Ribera Salada. La part oriental, però, forma part de la conca del Cardener, bé mitjançant rases que baixen del vessant occidental de la vall que hi aboquen directament el seu curs, ja que el Cardener fa de frontera natural entre ela municipis de Lladurs i Navès, bé mitjançant el riu Negre i algun dels seus afluents.
La Ribera Salada es forma a Aigüesjuntes amb la confluència del Riu Fred i la Riera de Canalda. Durant el seu trajecte pel terme municipal (des d'Aigüesjuntes al Pla dels Roures) rebrà afluents tant per la dreta que baixen de Montpol com per l'esquerra. El principal de tots ells és el Riard.
També destaca el Castell de Lladurs.

## Clima
Clima mediterrani continental propi d'un territori que està a unes altituds que es mouen entre els 600 m i els 1.300 m.
A la capital del municipi (Lladurs, 827 m d'altitud) les precipitacions són d'uns 750 mm anuals amb el maig com el mes més plujós (88 mm de mitjana) i el febrer com el mes més sec (31 mm de mitjana).
La temperatura mitjana anual és de d'11,2 °C amb el gener com a mes més fred (-1,7 °C de mitjana de les mínimes) i amb el juliol com el mes més càlid (27,8 °C de mitjana de les màximes).
La mitjana de la radiació solar és d'uns 14.510 w/m²/dia. A l'hivern no són estranys els dies de boira plana cobrint bona part del municipi.
 Taula de les mitjanes climàtiques mensual a Lladurs  PDF

## Demografia
| 1497 f | 1515 f | 1553 f | 1717 | 1787 | 1857  | 1877 | 1887 | 1900 | 1910 |
| ------ | ------ | ------ | ---- | ---- | ----- | ---- | ---- | ---- | ---- |
| 61     | 45     | 60     | 566  | 518  | 1.259 | 843  | 884  | 608  | 617  |

| 1920 | 1930 | 1940 | 1950 | 1960 | 1970 | 1981 | 1990 | 1992 | 1994 |
| ---- | ---- | ---- | ---- | ---- | ---- | ---- | ---- | ---- | ---- |
| 649  | 728  | 729  | 707  | 567  | 454  | 304  | 251  | 260  | 260  |

| 1996 | 1998 | 2000 | 2002 | 2004 | 2006 | 2008 | 2010 | 2012 | 2014 |
| ---- | ---- | ---- | ---- | ---- | ---- | ---- | ---- | ---- | ---- |
| 238  | 250  | 244  | 227  | 221  | 207  | 212  | 193  | 180  | 195  |

| 2016 | 2018 | 2020 | 2022 | 2024 | 2026 | 2028 | 2030 | 2032 | 2034 |
| ---- | ---- | ---- | ---- | ---- | ---- | ---- | ---- | ---- | ---- |
| 187  | 179  | 180  | 190  | 185  | -    | -    | -    | -    | -    |

## Economia
L'activitat econòmica del municipi se centra de manera molt destacada en el sector primari per bé que en aquests últims anys el turisme rural ha experimentat un considerable augment.
Agricultura
Bestiar
Població activa
De les 96 persones que configuraven la població activa de Lladurs l'any 2001 (103 el 1996), 44 treballaven al municipi i 52 es desplaçaven a treballar fora del municipi.
Al municipi hi havia 53 llocs de treball. 44 eren ocupats per residents i els 9 restants per persones que es desplaçaven des d'un altre municipi.

Índex de motorització

## Etimologia del topònim
La seva etimologia és preromana. A l'acta de consagració de la catedral de la Seu d'Urgell (de l'any 839) apareix escrit com a Ladurci i en documentció posterior també apareix escrit amb el mots Ladurco = Ladurço, Ladurç i fins i tot, La Durç. El filòleg Joan Coromines era del parer que el terme durç feia referència a una font. Sigui com sigui, a la comarca encara hi ha gent que en comptes del Lladurs oficial, ho pronuncia Ladurs.

## Festes
- Caramelles
- Revetlla de sant Joan (23 de juny)
- Festa Major de Lladurs (últim cap de setmana de juliol).
- Turronada

## Escola
És una escola petita i els seus alumnes ronden sempre entre els 5 o 7 alumnes, i està en el mateix edifici que l'ajuntament.
Va ser renovada l'estiu de l'any 2009.
L'Escola del Lladurs va ser premiada el dilluns dia 18 de juny de 2009 a La MOSTRA 09 de produccions audiovisuals en la modalitat de fotografia pel treball "ENS AGRADARIA".
L'any 2010 va tornar a guanyar La Mostra 10.